# Бульяуде, Эсекиэль
Эсекиэль Эдуардо Бульяуде (исп. Ezequiel Eduardo Bullaude; 26 октября 2000) — аргентинский футболист, атакующий полузащитник нидерландского клуба «Фейеноорд».

## Клубная карьера
Воспитанник футбольной академии футбольного клуба «Годой-Крус». Проходил просмотры в клубах «Архентинос Хуниорс» и «Ланус», но в итоге стал играть за «Годой-Крус». В основном составе клуба дебютировал 20 октября 2018 года в матче аргентинской Суперлиги против «Альдосиви» на стадионе «Мальвинас Архентинас».
14 августа 2023 года перешёл на правах аренды в «Бока Хуниорс».
2 сентября 2024 года ситтардская «Фортуна» объявила об аренде Бульяуде до конца сезона. 14 сентября дебютировал за клуб в гостевом матче Эредизиви против НАК Бреда.

## Карьера в сборной
В феврале 2018 года Пабло Аймар вызвал Эсекиэля на тренировочные сборы в составе сборной Аргентины до 19 лет.

## Личная жизнь
Двоюродный брат Эсекиэля Карлос Матиас Сандес является профессиональным баскетболистом.

## Достижения
«Фейеноорд»
- Чемпион Нидерландов: 2022/23